# Marquette Heights
Marquette Heights – miasto w Stanach Zjednoczonych, w stanie Illinois, w hrabstwie Tazewell.